# A kísérlet (film, 2010)
A kísérlet (eredeti cím: The Experiment) 2010-ben bemutatott amerikai thriller, amelyet Paul Scheuring rendezett. A főszerepben Adrien Brody, Forest Whitaker, Cam Gigandet, Clifton Collins Jr. és Maggie Grace látható.
A film a 2001-ben készült Das Experiment (A kísérlet) című német film remakeje, melynek rendezője Oliver Hirschbiegel.

## Cselekmény
A film a stanfordi börtönkísérlet valós eseményein alapul. Önként jelentkezőkből kiválasztanak huszonhat embert egy pszichológiai kísérletre, ami két héten keresztül zajlik egy ismeretlen börtönben. A résztvevőket két csoportra osztják be: Az őrségre és a rabokra. Viszont mindenkinek szigorúan be kell tartaniuk a szabályokat, amit sem az őrök, sem a rabok nem szeghetnek meg. Az őrök egyre jobban beleélik magukat szerepeikbe és hamarosan némi baj is bekövetkezik a kísérlet alatt. Az egyik börtönőrről kiderül, hogy homoszexuális.

## Szereplők
| Szerep              | Színész        | Magyar hang    |
| ------------------- | -------------- | -------------- |
| Adrien Brody        | Travis         | Viczián Ottó   |
| Forest Whitaker     | Michael Barris | Kerekes József |
| Cam Gigandet        | Chase          | Csőre Gábor    |
| Clifton Collins Jr. | Nix            | Megyeri János  |
| Fisher Stevens      | Dr. Archaleta  | Szokol Péter   |
| Maggie Grace        | Bay            | Kelemen Kata   |
| Ethan Cohn          | Benjy          | Bodrogi Attila |
| Travis Fimmel       | Helweg         | Bódy Gergely   |
| David Banner        | Bosch          | Gubányi György |